# Combined Air Operations Centre Uedem
Il Combined Air Operations Centre di Uedem, (Germania) è il comando NATO che controlla lo spazio aereo dell'Alleanza a nord delle Alpi. Lo spazio aereo a sud delle Alpi è di competenza del Combined Air Operations Centre Torrejon.

## Storia
Fino a poco dopo la fine della guerra fredda, il comando tattico delle operazioni aeree offensive e difensive della NATO era gestito da quattro differenti centri d'operazioni per settori nord: un centro operativo tattico alleato, con sede nella vicina caserma Von-Seydlitz, forniva il comando e il controllo per le operazioni offensive, ed un centro operativo, con sede nell'altro sito Paulsberg, si occupava della difesa area nella propria area di competenza. Nel 1993, fu istituito un Centro Operazioni Aeree Combinate provvisorio settoriale che assorbiva i precedenti due, mentre rimanevano in funzione fino al 2010 il CAOC 2 di Kalkar e il distaccamento CAOC 2, nelle zone di competenza rimanenti.
Nel 2010 sono stati fusi i due rimanenti CAOC settoriali ed è nato l'attuale Combined Air Operations Centre che ha assunto la competenza su tutte le operazioni aeree della NATO a nord delle Alpi.

## Funzione
Dal CAOC Uedem vengono coordinati, 24\24 h e 365 giorni all'anno, i centri della difesa aerea nazionali e le 185 stazioni radar sparse in Europa settentrionale, consentendo così un controllo completo, costante e capillare dello spazio aereo nord della Nato e degli strumenti di difesa aerea, con caccia intercettori, batterie di missili terra-aria e aerei Awacs Boeing E-3 Sentry. Dal Comando di Uedem infatti, partono gli ordini di Scramble ai caccia-intercettori delle aeronautiche militari NATO; dallo stesso centro viene coordinata la Nato Baltic Air Policing, la missione di controllo e difesa dello spazio aereo dei Paesi Baltici; essa rappresenta un'attività di cooperazione con le nazioni partner, Finlandia e Svezia, ma anche uno strumento di sorveglianza aerea contro i frequenti avvicinamenti allo spazio aereo Nato da parte degli aerei militari della Aeronautica Militare Russa.
Il personale del comando è fornito in gran parte dalla Luftwaffe e il rimanente, dalle aeronautiche militari di 18 paesi membri della Nato. Il comando è retto a rotazione da Germania e Belgio.
Il CAOC Uedem e il CAOC Torrejon sono inseriti nel NATO Integrated Air and Missile Defence System.